# Rurkopławy
Rurkopławy, cewiopławy (Siphonophora) – rząd wyłącznie morskich, pelagicznych stułbiopławów (Hydrozoa) tworzących swobodnie pływające, wielopostaciowe kolonie (kormusy) złożone z osobników polipowatych i meduzowatych. Kolonie ich składają się z głównego pnia, na którym osadzone są osobniki o różnej budowie i mające różne znaczenie fizjologiczne. Osobniki meduzowate służą albo do lokomocji jako dzwony pływne i komory powietrzne (pneumatofory), albo wytwarzają komórki rozrodcze. U większości rurkopławów pień jest długi, a osobniki rozmieszczone są na całej jego długości. Wyróżnia się rurkopławy o wydłużonej łodydze i licznych trofozoidach, należące do podrzędu Siphonanthae oraz rurkopławy charakteryzujące się szerokim pniem w kształcie krążka i jednym tylko trofozoidem, należące do podrzędu Disconanthae. Jest to wynik dywergencji filogenetycznej. Rurkopławy występują w ciepłych, pełnosłonych morzach, głównie tropikalnych i subtropikalnych. Przykładowym przedstawicielem jest żeglarz portugalski (Physalia physalis).

## Budowa i fizjologia
Pień kolonii, jak i wszystkie osobniki składają się z ektodermy, entodermy i mezoglei. Część wewnętrzną pnia kolonii zajmuje jama chłonąco-trawiąca, która wchodzi do wszystkich osobników. W ten sposób istnieje łączność między wszystkimi częściami kolonii. Górny koniec pnia, zamknięty ślepo, jest silnie rozszerzony i ma głębokie wklęśnięcie wypełnione gazem, jest to tzw. pęcherz powietrzny – pneumatofor. Na krawędzi otworu, prowadzącego do wnętrza pęcherza, jest mięsień zwieracz, a nabłonek dna pęcherza złożony jest z komórek gruczołowych o zdolności wydzielania gazu o składzie zbliżonym do powietrza. Pęcherz powietrzny pełni rolę aparatu hydrostatycznego, pozwalającego zwierzęciu zmienić swój ciężar właściwy ciała. Gdy pęcherz jest wypełniony gazem, rurkopław pływa przy powierzchni wody. Jednak w przypadku silnego falowania wody powietrze zostaje usunięte z pęcherza przez skurcz ścianek i zwierzę opuszcza się w głąb. Aby ponownie wypłynąć na powierzchnię komórki gruczołowe wydzielają gaz, który zostaje utrzymany w pęcherzu dzięki skurczom mięśnia zwierającego. Poniżej pęcherza, na pniu kolonii, rozmieszczonych jest kilka dzwonów pławnych (nektoforów), mających postać niewielkich meduz ze zredukowanymi czułkami, manubrium i narządami zmysłów. Dzwony pławne służą do poruszania się rurkopławów. Ważną część kolonii stanowią gastrozoidy – czyli osobniki odżywcze. Są one podobne do polipów; u podstawy każdego z nich osadzony jest długi rozgałęziony czułek – arkan. Końce jego rozgałęzień są gęsto usiane parzydełkami. Za pomocą tego czułka odbywa się chwytanie i zabijanie zdobyczy, która zostaje potem przełknięta przez szeroki otwór gębowy gastrozoidu, wewnątrz którego odbywa się trawienie. W koloniach rurkopławów występują też inne, zbliżone do polipów osobniki – palony. Są to uproszczone gastrozoidy ze szczeliną zamiast otworu gębowego i z nie rozwiniętym prostym czułkiem. Mają prawdopodobnie znaczenie wydalnicze. Ważnymi elementami kolonii są meduzoidy płciowe – genofory. Mają one budowę typu meduzy i zawierają gonady. W kolonii występują dwa rodzaje tych meduzoidów – żeńskie i męskie.

### Rozmieszczenie osobników w kolonii
Wierzchołek pnia zajmuje pojedynczy pęcherz powietrzny. Pod nim są rozmieszczone dzwony pławne. Pozostałe osobniki są umieszczone na pniu grupami oddzielonymi pewnymi odstępami. Grupy te nazywane są kormidiami, przy czym każde z nich składa się zwykle z dwu meduzoidów płciowych, gastozoidu i palponu. Kormidia często bywają przykryte specjalną tarczką, będącą też przekształconym osobnikiem.

## Rozmnażanie i rozwój
W czasie rozmnażania płciowego z jaj, które formują się wewnątrz żeńskich meduzoidów, tworzą się larwy planule. Planula szybko przekształca się w larwę bardziej złożoną, na której poszczególne zooidy tworzą się przez pączkowanie.

## Ekologia
Rurkopławy są liczne w morzach ciepłych. Istnieją wśród nich formy drobne, jak i gatunki osiągające duże wymiary, u których długość pnia przekracza 1 m, a długość arkanów jest jeszcze większa. Ciało rurkopławów jest przejrzyste, a poszczególne jego części są jaskrawo zabarwione. Większość Siphonophora pływa całkowicie pogrążona w wodzie, jednak u Physali pęcherz powietrzny, o długości 30 cm, znajdujący się na wierzchołku skróconego pnia, wystaje ponad wodę. Takie rurkopławy nie mogą zanurzyć się pod powierzchnię wody, a ich pęcherz powietrzny służy im jako żagiel.

## Systematyka

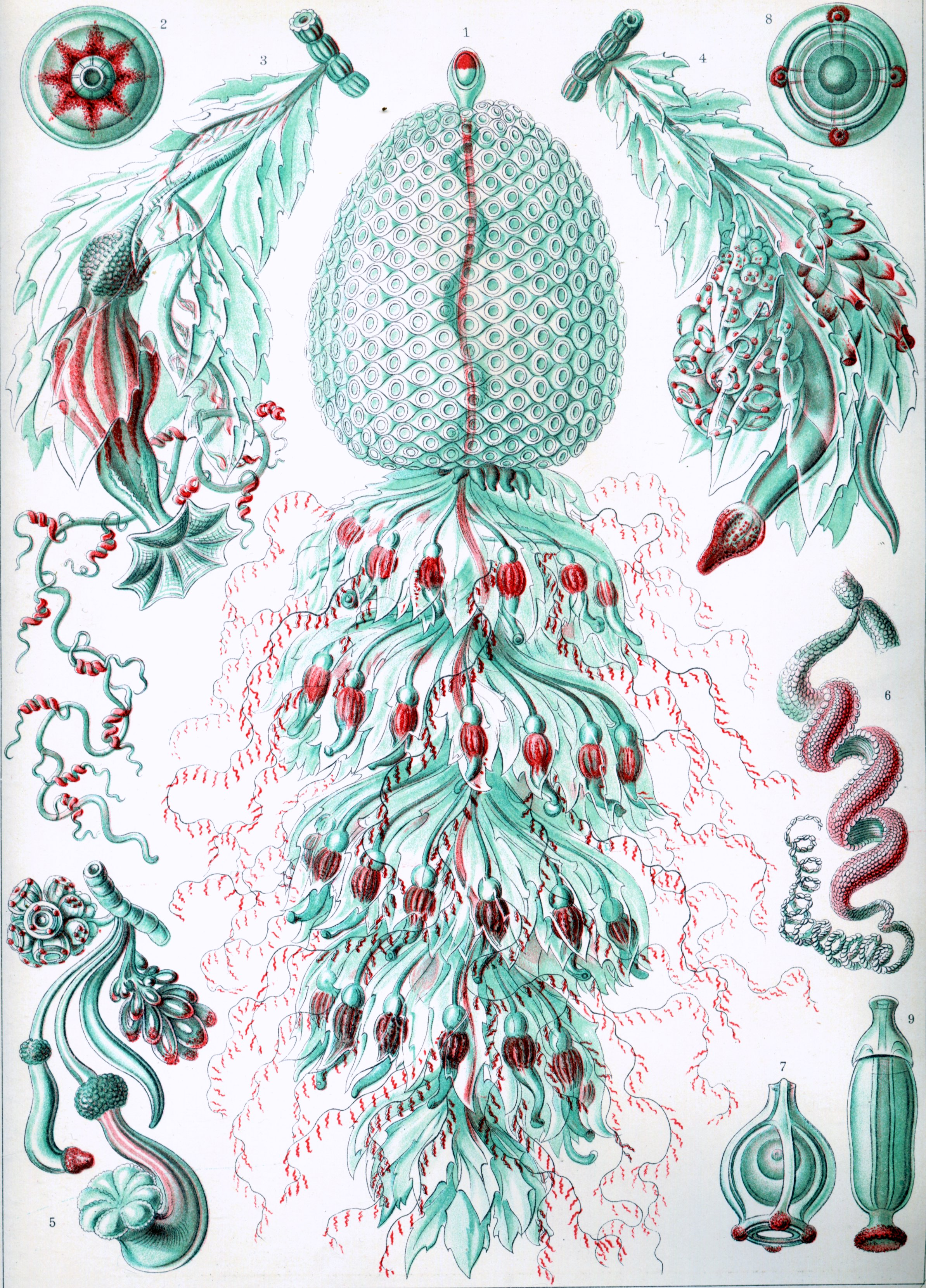
Strobalia cupola na rysunku Ernsta Haeckla

Do rurkopławów zaliczono około 160 gatunków zgrupowanych w kilkunastu rodzinach podzielonych na podrzędy:
- Calycophorae (Calycophorina)
  - Abylidae
  - Clausophyidae
  - Diphyidae
  - Hippopodiidae
  - Prayidae
  - Sphaeronectidae
- Cystonectae (Cystonectina)
  - Physaliidae
  - Rhizophysidae
- Physonectae (Physophorina)
  - Agalmatidae
  - Apolemidae
  - Athorybiidae
  - Erennidae
  - Forskaliidae
  - Physophoridae
  - Pyrostephidae
  - Rhodaliidae